# Округ Френклин (Охајо)
Округ Френклин (енгл. Franklin County) је округ у америчкој савезној држави Охајо.

## Демографија
По попису из 2010. године број становника је 1.163.414, што је 94.436 (8,8%) становника више него 2000. године.
| Група             | 2000.           | 2010.           |
| Белци             | 795.660 (74,4%) | 783.048 (67,3%) |
| Афроамериканци    | 191.196 (17,9%) | 247.225 (21,2%) |
| Азијати           | 32.784 (3,1%)   | 44.996 (3,9%)   |
| Хиспаноамериканци | 24.279 (2,3%)   | 55.718 (4,8%)   |
| Укупно            | 1.068.978       | 1.163.414       |